# Robert Fowler
Robert Gerald "Bobby" Fowler, född 5 december 1931 i Krugersdorp, död 27 december 2001 i Johannesburg, var en sydafrikansk tävlingscyklist.
Fowler blev olympisk silvermedaljör i lagförföljelse vid sommarspelen 1952 i Helsingfors.